# Завидовка (Буда-Кошелёвский район)
Завидовка (бел. Завідаўка) — деревня в Уваровичском сельсовете Буда-Кошелёвского района Гомельской области Белоруссии.

## География

### Расположение
В 17 км на юго-восток от Буда-Кошелёво, 29 км от Гомеля, 1 км от железнодорожной станции Радеево (на линии Жлобин — Гомель).

### Гидрография
На западе и юге река Уза (приток реки Сож).

## Транспортная сеть
Транспортные связи по просёлочной, а затем автомобильной дороге Буда-Кошелёво — Уваровичи. Планировка состоит из прямолинейной улицы, ориентированной с юго-востока на северо-запад. Застройка двусторонняя, редкая, деревянными домами усадебного типа.

## История
По письменным источникам известна с конца XIX века как посёлок в Гомельском уезде Могилёвской губернии. В 1884 году действовал хлебозапасный магазин.
В 1926 году в Лапичском сельсовете Уваровичского района Гомельского округа (до 26 июля 1930 года) с 20 февраля 1938 года Гомельской области, с 17 апреля 1962 года в Буда-Кошелевском районе. В 1930 году организован колхоз «Красная Завидовка», работала кузница. Во время Великой Отечественной войны погибли 14 жителей деревни. В 1959 году в составе экспериментальной базы Уваровичи" (центр — городской посёлок Уваровичи).

## Население

### Численность
- 2018 год — 19 жителей.

### Динамика
- 1926 год — 32 двора, 163 жителя.
- 1959 год — 113 жителей (согласно переписи).
- 2004 год — 14 хозяйств, 37 жителей.